# Grande vitesse ferroviaire en Espagne
Pour des articles plus généraux, voir Grande vitesse ferroviaire et Transport ferroviaire en Espagne.

Carte du réseau à grande vitesse.

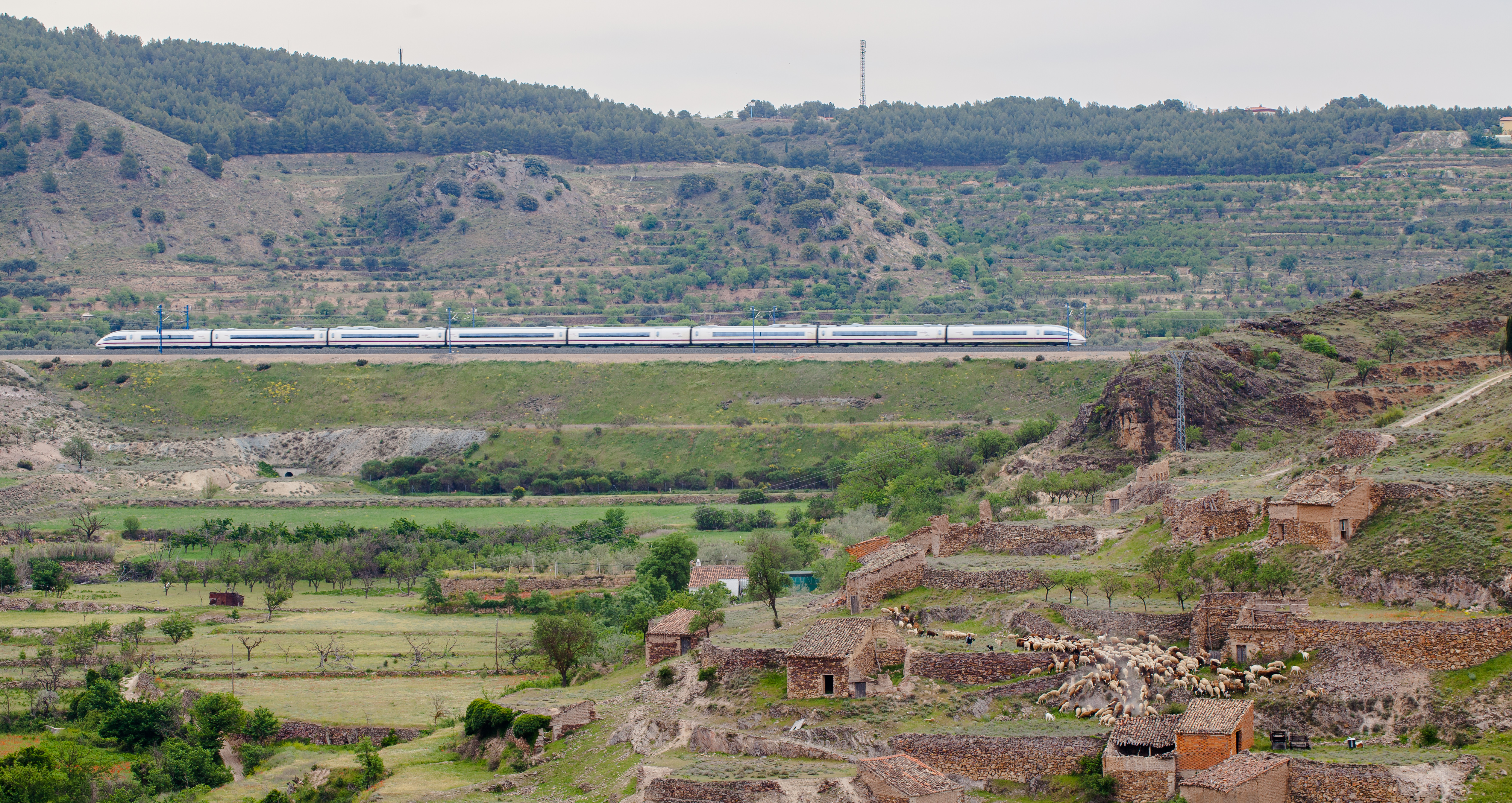
AVE passant par Huérmeda (province de Saragosse).

Avec ses 3 240 km en service début 2017, le réseau espagnol de grande vitesse est le plus étendu d'Europe et se classe deuxième à l'échelle mondiale derrière la Chine (11 132 km de LGV) et devant le Japon (2 664 km) selon le dernier rapport UIC.
Les services ferroviaires de sept marques de trois opérateurs ferroviaires y opèrent:
- Renfe :
  - Alta Velocidad Española
  - Avlo, service de train à grande vitesse low cost
  - Alvia, à écartement variable
  - Euromed, à écartement variable, longeant la côte Est
- SNCF :
  - Ouigo
  - TGV inOui, vers la France
- ILSA, avec la marque iryo

Le développement des infrastructures espagnoles de grande vitesse, en particulier depuis les années 1990, ainsi que la construction locale du matériel roulant à grande vitesse ferroviaire, ont permis à ce pays ibérique d'acquérir un certain savoir-faire de telle manière à pouvoir s'exporter en Turquie et en Arabie Saoudite et à attirer l’intérêt de plusieurs autres dont le dernier fut les États-Unis,.

## Caractéristiques
Les trains AVE circulent sur un réseau de lignes à grande vitesse à une vitesse maximum de 350 km/h.
Ce nouveau réseau a été construit dès le début avec un écartement standard UIC différent de l'écartement historique espagnol, ce qui a permis à partir du 15 décembre 2013 l'ouverture de services internationaux franco-espagnols, comme Madrid-Marseille et Barcelone-Paris. Il convient de rappeler qu'avant la conception du réseau à grande vitesse espagnol il existait des liaisons Paris - Madrid par trains de nuit sans rupture de charge grâce à un procédé inventé par le constructeur espagnol CAF permettant de modifier l’écartement des roues.
Tout comme le réseau de grande vitesse japonais, le réseau AVE est isolé du reste du réseau ferroviaire classique espagnol par l'écartement des rails (voie normale, au standard UIC soit 1 435 mm) à une différence près : alors que le train rapide japonais, le Shinkansen, ne peut continuer son trajet vers les villes secondaires situées sur le réseau classique métrique japonais, en Espagne, le TAV peut continuer le voyage vers le réseau large ibérique de 1 668 mm et de tension 3 kV grâce au procédé de modification d'écartement des roues inventé par la compagnie CAF et grâce aux rames TAV multi-courants.

## Histoire du réseau LGV
- La première ligne à grande vitesse espagnole, d'une longueur de 471 km, est inaugurée le 20 avril 1992 entre Madrid-Atocha et Séville-Santa Justa à l'occasion de l'exposition universelle Expo 92. Elle permet de relier aujourd'hui les deux villes en 2 h 20 (août 2015).
- La deuxième ligne, LGV Madrid-Barcelone-frontière française, est pour sa part inaugurée le 11 octobre 2003 pour son premier tronçon, Madrid-Lérida. La section jusqu'à Tarragone est ouverte pour sa part le 18 décembre 2006. Enfin, la totalité de la ligne entre Madrid et Barcelone, est inaugurée le 20 février 2008.
- La troisième ligne, Saragosse-Huesca (79,4 km) est inaugurée en décembre 2003, permettant de relier Huesca à Madrid en empruntant à partir de Saragosse la ligne Madrid-Barcelone.
- La quatrième ligne, Madrid-Tolède (en fait une courte antenne branchée sur la ligne de Séville) est inaugurée le 15 novembre 2005. Le trajet s'effectue en 30 minutes et les trains empruntent les voies de la ligne Madrid-Séville jusqu'au km 54 puis un nouveau tronçon de 20,5 km jusqu'à Tolède.
- La cinquième ligne, Madrid-Valladolid (180 km) est inaugurée le 22 décembre 2007 et relie à la vitesse moyenne de 193 km/h la capitale du pays à Valladolid en 56 min.
- La sixième ligne, Cordoue-Malaga est inaugurée le 23 décembre 2007 (premier tronçon Cordoue-Antequera terminé en décembre 2006). Elle permet de relier Malaga à Madrid en 2 h 23 (contre 4 h 30 auparavant) en empruntant à partir de Cordoue la ligne à grande vitesse Madrid-Séville.
- La ligne LGV Madrid - Levant est mise en service le 19 décembre 2010 et permet de rejoindre Valence après 391 kilomètres parcourus en 1 h 35 (au lieu de 3 h 7 pour le train classique le plus rapide).
- Un tronçon de la ligne Madrid-Galice, entre Ourense et La Corogne, est mis en service le 10 décembre 2011.
- En 2013, plusieurs liaisons sont mises en service : celle entre Barcelone, Gérone et Figueras le 8 janvier, le tronçon entre Albacete et Alicante le 17 juin, enfin la connexion directe avec le réseau français permet des liaisons sans correspondance entre Barcelone et Paris dès le mois de décembre.
- Une ligne Valladolid - Palencia - León est inaugurée le 29 septembre 2015.
- Les liaisons entre Valence et Castellón de la Plana sont inaugurées le 22 janvier 2018 mais le tronçon de ligne nouvelle n'est pas achevé.
- Le 25 juin 2019, une nouvelle ligne de 122 km est mise en service entre Antequera et Grenade[5].
- le 2 février 2021, une branche de la ligne vers Alicante est ouverte entre Monforte del Cid, Elche et Orihuela.
- En décembre 2021, la ligne de Galice est inaugurée. Elle relie Madrid à Orense[6].

## Infrastructures

### Signalisation
LZB est installé sur la ligne Madrid - Seville ; ETCS sur la ligne Madrid - Barcelone.

## Projets à l'horizon 2015
Une forte extension géographique de l'offre AVE est prévue par les autorités espagnoles, grâce à la construction de nouvelles lignes à grande vitesse par les chemins de fer espagnols (RENFE). Il est prévu que ce plan (PIT : Plan de Infraestructuras de Transporte pour « Plan d’infrastructures de transport ») aboutisse vers 2015. Il ambitionne de couvrir toute la péninsule ibérique.
Ce plan ambitieux ayant pour but d'aboutir à plus de 7 000 km de LGV opérationnelles en 2015, projette de relier toutes les capitales de province en moins de quatre heures avec Madrid, et moins de six heures trente avec Barcelone. Les critiques de ce projet soulignent que l'amélioration du réseau existant, de manière à augmenter la vitesse moyenne des trains régionaux espagnols aurait un impact beaucoup plus important sur l'économie et la vie des citoyens, tout en coûtant beaucoup moins cher à la collectivité et aux futurs utilisateurs.
Actuellement[Quand ?], il y a beaucoup de lignes secondaires ou rurales où la vitesse moyenne ne dépasse pas les 40 km/h. La vitesse à laquelle les trains relient certaines capitales provinciales est un peu meilleure. Par exemple, il faut treize heures pour couvrir les 784 km séparant León de Barcelone (vitesse moyenne de 60 km/h).
Il est par ailleurs à noter que l'Espagne, avec l'aide de l'Union européenne, s'est engagée dans un plan de conversion des principales lignes de son réseau ferré de l'écartement dit « ibérique » à l'écartement standard. Dans un premier temps, afin d'assurer la compatibilité avec les matériels roulants existants, des voies sont équipées et rénovées en double écartement.

## Critiques
La grande vitesse représente 3 000 km de lignes, contre 13 000 km pour les lignes classiques, qui transportent 80 % des voyageurs. Cependant, les AVE accaparent la plupart des investissements, et les lignes classiques se dégradent. L'AVE est également devenu un symbole politique à mettre en avant : les responsables locaux, indépendamment de leur positionnement politique, réclament le passage de l'AVE dans leurs villes ou communauté autonome sans considération de fréquentation. Alors que l'Espagne a la densité de lignes à grande vitesse la plus élevée du monde, elle fait voyager le moins de passagers par kilomètre sur ce type de lignes.
La Cour des comptes européenne critique en 2010 une conception du réseau centrée sur Madrid, au détriment du corridor méditerranéen. En 2018, un nouveau rapport critique la construction de lignes pour des raisons politiques, sans analyse du rapport coût/bénéfice et avec une faible rentabilité. Des surcoûts, des retards et une vitesse réelle inférieure aux prévisions nuisent aux lignes AVE. Les lignes sont peu fréquentées et les connexions avec la France ou le Portugal sont mauvaises.
De 1992 à 2017, 52 milliards d'euros ont été investis dans les lignes à grande vitesse, alors que les billets sont chers et que toutes les lignes à l'exception de Madrid-Barcelone sont déficitaires.

## Relations sur les LGV

### Corridor Sud
| Relation                                                                      | Nom commercial | Materiel Moteur        |
| ----------------------------------------------------------------------------- | -------------- | ---------------------- |
| Madrid – Séville                                                              | AVE            | S-100 Alstom           |
| Madrid – Malaga                                                               | AVE            | S-102 Talgo «Pato»     |
| Barcelone – Séville Barcelone – Málaga                                        | AVE            | S-103 Siemens «Velaro» |
| Madrid - Ciudad Real – Puertollano Madrid – Tolède Séville – Cordoue - Málaga | Avant          | S-104 Fiat             |
| Madrid – Cadix Madrid – Huelva Madrid – Algésiras Madrid – Grenade            | Altaria        | Talgo VI               |

### Corridor Nord-Est
| Relation                                                     | Nom commercial | Matériel Moteur                           |
| ------------------------------------------------------------ | -------------- | ----------------------------------------- |
| Barcelone – Madrid                                           | AVE            | S-103 Siemens «Velaro»                    |
| Figueres – Madrid                                            | AVE            | S-103 Siemens «Velaro»                    |
| Madrid – Saragosse                                           | AVE            | S-102 Talgo «Pato» S-103 Siemens «Velaro» |
| Madrid – Huesca                                              | AVE            | S-102 Talgo «Pato»                        |
| Barcelone – Séville Barcelone – Malaga Barcelone – Saragosse | AVE            | S-103 Siemens «Velaro»                    |
| Barcelone – Lérida Calatayud – Saragosse Huesca – Saragosse  | Avant          | S-104 Fiat                                |
| Madrid – Pampelune Madrid – Hendaye Madrid – Logroño         | Alvia          | S-120 CAF                                 |

### Corridor Mediterranéen & Levante
| Relation                              | Nom commercial | Materiel Moteur                 |
| ------------------------------------- | -------------- | ------------------------------- |
| Gijón – Alicante Santander – Alicante | Alvia          | S-130 Talgo-Bombardier «Patito» |

### Les relationsAvant
Les relations Avant sont au nombre de sept :
- Madrid - Ciudad Real - Puertollano
- Madrid  - Tolède
- Malaga - Cordoue - Séville
- Madrid - Segovie
- Calatayud - Saragosse
- Barcelone - Lérida
- Barcelone - Girona - Figueres

À Madrid, le terminus des trains AVE/Avant est la Gare d'Atocha. Pour les trains en provenance ou destination Valladolid et  Ségovie, le terminus est la gare de Chamartín.